# Bundesautobahn 19
De Bundesautobahn 19 (kort BAB 19, A19 of 19) is een autosnelweg in de Duitse deelstaten Mecklenburg-Voor-Pommeren en Brandenburg. De A19 verbindt Rostock met de A24 bij Wittstock/Dosse. Daarnaast is hij onderdeel van de E55.

## Verloop
De snelweg A19 begint in het noorden van Rostock aan de oostelijke ingang van de Warnowtunnel, zuidelijk van de zeehaven van Rostock. De snelweg verloopt oostelijk van de stad in de richting van het zuiden, kruist de A20 bij Kreuz Rostock, loopt door de Landkreis Rostock oostelijk van de Krakower See en doorsnijdt vervolgens het merengebied van Mecklenburg in de Landkreis Mecklenburgische Seenplatte. Noordelijk van Wittstock/Dosse wordt de grens met Brandenburg gepasseerd. Zuidelijk van de stad eindigt de A19 bij Dreieck Wittstock/Dosse op de A24. 
Voor internationaal verkeer heeft de A19 een belangrijke betekenis door de directe toegang naar de zeehaven van Rostock (ongeveer een kilometer vanaf de A19). Vaarverbindingen bestaan naar meerdere landen aan de Oostzee, bijvoorbeeld naar Gedser in Denemarken, Trelleborg in Zweden, Helsinki in Finland, Tallinn in Estland en Ventspils in Letland. 
In de vakantietijd zijn er af en toe files op deze snelweg, omdat het verkeer richting de Oostzeestranden, bijvoorbeeld Rügen, Graal-Müritz of Kühlungsborn, van de A19 gebruikmaken. Een alternatieve route naar Rügen is bijvoorbeeld (vanaf de Berlijnse ring) de A11 - A20 - B96. 
Het trajectdeel tussen de aansluitingen Röbel en Wittstock/Dosse heeft met een lengte van 24 kilometer de grootste afstand tussen twee aansluitingen in Duitsland. Tussen deze twee is een nieuwe aansluiting gepland (Wredenhagen), maar die is echter nog niet gebouwd.
De snelweg heeft over de gehele lengte 2x2 rijstroken met vluchtstroken. Er zijn geen plannen tot aanpassing of verbreding van de snelweg. Wel is in de nummering van de aansluitingen rekeningen gehouden met een eventuele verlenging van de A19 door de Warnowtunnel tot de B103.

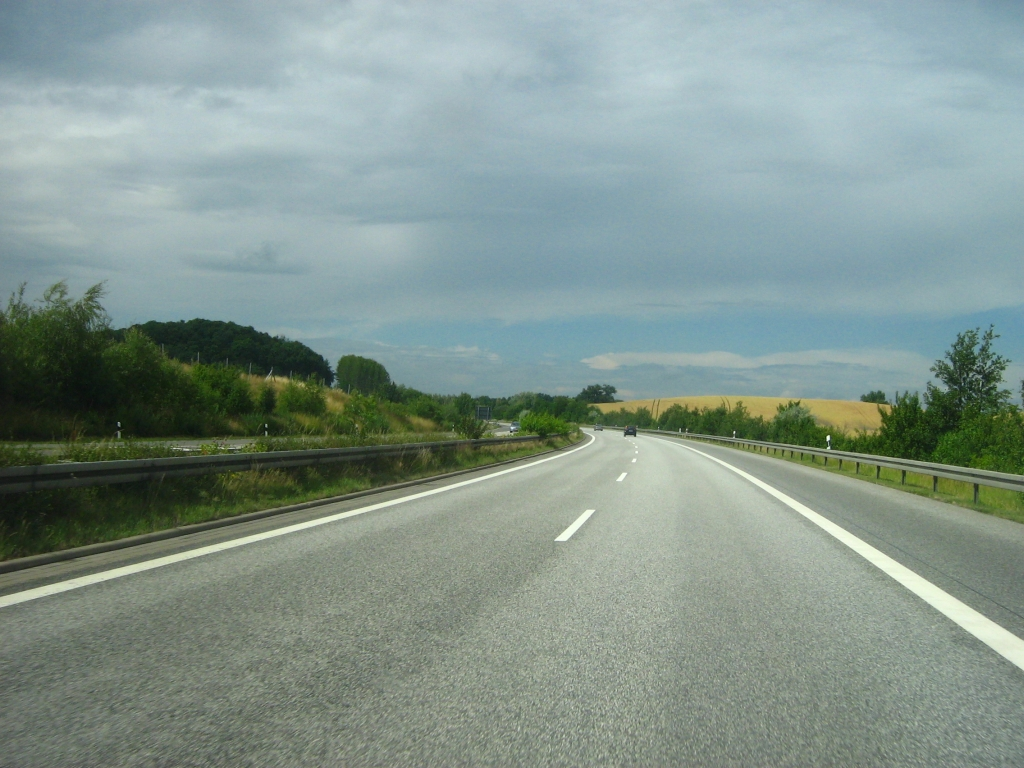
De A19 aan de rand van Mecklenburgs Zwitserland. (2008)
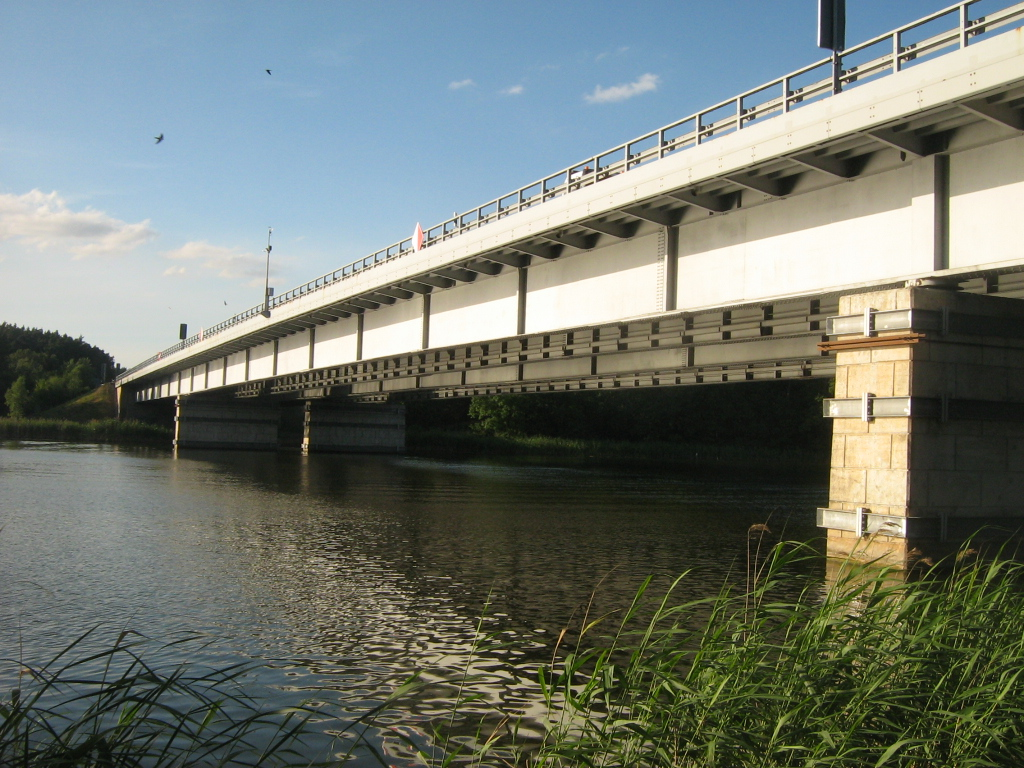
De brug over de Petersdorfer See. (2008)
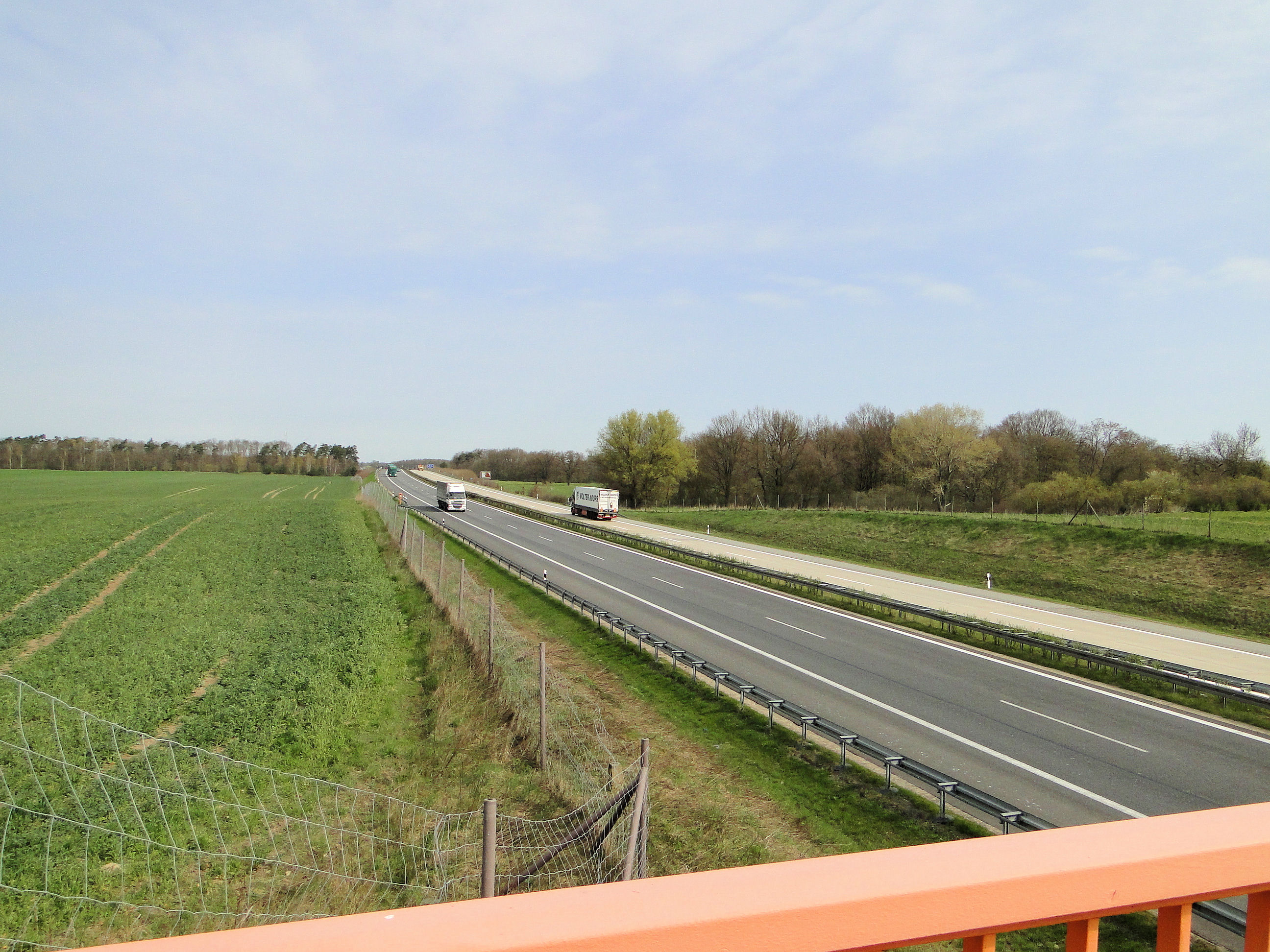
De A19 bij Bütow. (2010)
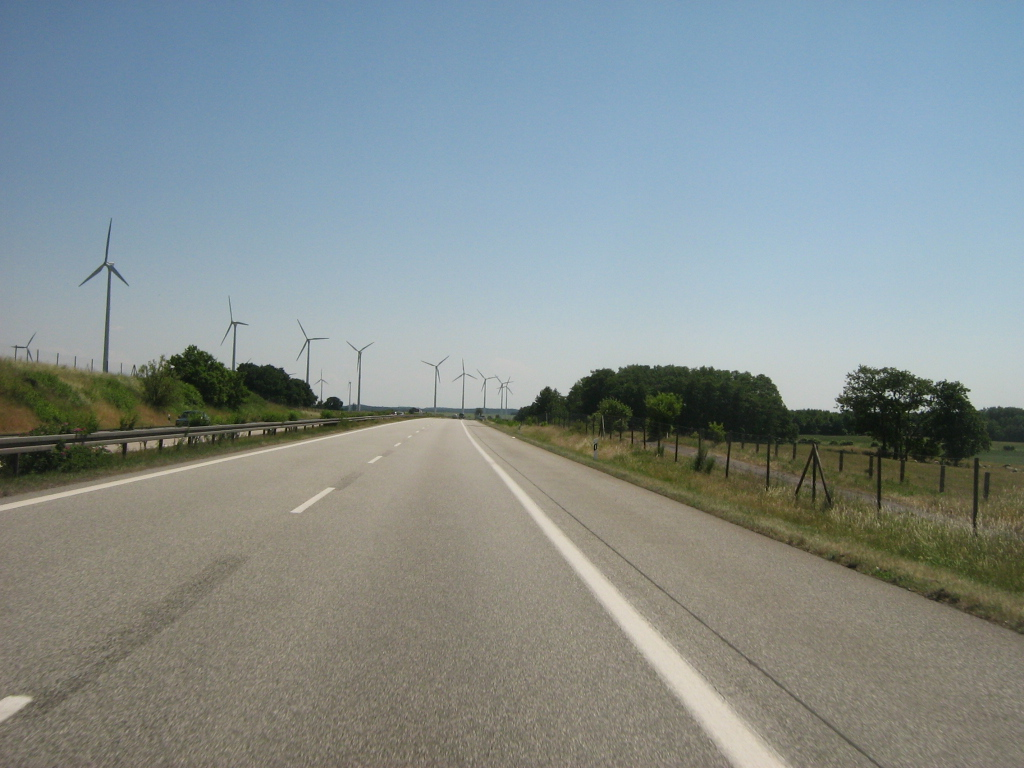
De A19 voor Dreieck Wittstock/Dosse, rijdend richting het zuiden. (2008)

## Historie

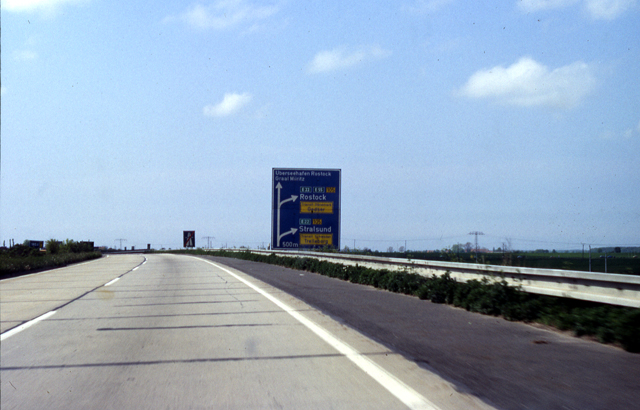
De A19 ten tijde van de DDR net voor aansluiting Rostock-Ost in de richting van de haven. (1987)

Nadat men zich in de DDR in de jaren 50 vanwege het maar langzaam stijgende gemotoriseerde verkeer alleen op het verbouwen van Landesstraßen (provinciale wegen) concentreerde, nam de regering van de DDR in 1958 de beslissing dat het tijd was om te beginnen aan de bouw van een net van autosnelwegen door de DDR, waarbij het onder andere ging over een project in het Bezirk Rostock. Reeds in 1959 wilde Walter Ulbricht een autosnelweg waarover de arbeiders snel de Oostzeekust konden bereiken. In 1961 werden de plannen echter weer in de ijskast gezet. Omdat dit in dezelfde periode als de bouw van de Berlijnse Muur gebeurde werd hierop de grap gemaakt dat de betonplaten voor een snelweg naar Rostock om West-Berlijn te drogen waren gezet. Meerdere jaren bestond een geïsoleerd enkelbaans trajectdeel in het noordoosten van Rostock tussen de Fernverkehrstraße 105 en de zeehaven.
Een aantrekkende economie en een toenemende verkeersdrukte maakten de bouw van een autosnelweg eind jaren 60 echter noodzakelijk. In 1970 werd dan ook begonnen aan de aanleg, welke door VEB Autobahnbaukombinat van verschillende bouwbedrijven werd uitgevoerd.
Na het aantreden van Erich Honecker als leider van de DDR werd vooral in woningbouw geïnvesteerd. Hierdoor was men van plan om voor de huidige A19 (die in de DDR later als A15 genummerd zou worden) een bouwstop af te kondigen.
De autosnelweg werd echter tot Rostock afgebouwd en na acht jaar bouwtijd in 1978 voor het verkeer opengesteld. De geplande Raststätten werden nooit aangelegd en het wegdek was gemaakt van beton waarvoor een slecht soort kiezels gebruikt waren, wat al snel tot grote gaten in het wegdek leidde. Pas na de Duitse hereniging zou de gehele A19 van een beter wegdek worden voorzien.
De vrijgave van de trajectdelen was als volgt:
| jaar | van                         | naar                    | opmerking                               |
| ---- | --------------------------- | ----------------------- | --------------------------------------- |
| 1963 | aansl. Rostock-Überseehafen | aansl. Krummendorf      |                                         |
| 1963 | aansl. Krummendorf          | aansl. Rostock-Ost      | tweede rijbaan in 1973                  |
| 1973 | aansl. Rostock-Ost          | aansl. Rostock-Süd      | tweede rijbaan in 1974                  |
| 1973 | aansl. Rostock-Süd          | aansl. Kessin           |                                         |
| 1974 | aansl. Kessin               | aansl. Laage            |                                         |
| 1975 | aansl. Laage                | aansl. Krakow           |                                         |
| 1976 | aansl. Wittstock            | Dreieck Wittstock/Dosse | tot aansl. Neuruppin aan de huidige A24 |
| 1977 | aansl. Röbel                | aansl. Wittstock        |                                         |
| 1978 | aansl. Krakow               | aansl. Röbel            |                                         |

De status van snelweg werd in de omgeving van Rostock na 1990 meerdere malen gewijzigd. De aansluitingen in de omgeving van de zeehaven waren sindsdien geen snelweg meer. Met het gereedkomen van de Warnowtunnel werd het oorspronkelijke verloop van de snelweg nogmaals gewijzigd. De oorspronkelijke snelweg liep via de huidige weg Am Seehafen direct het havengebied in. 

### Kettingbotsing 2011
Op 8 april 2011 vond door een zandstorm een kettingbotsing plaats op de A19 bij Kavelstorf. Rond de 80 voertuigen waren (op beide rijbanen) op elkaar gereden, daarvan vlogen ongeveer 30 in brand waaronder vrachtwagen met gevaarlijke stoffen. Dit ongeluk geldt sindsdien als het zwaarste verkeersongeluk in Mecklenburg-Voor-Pommeren en eiste 8 doden, 22 zwaar en 52 lichtgewonden waarvan 42 naar het ziekenhuis werden overgebracht.